# Lipnica Górna (województwo podkarpackie)
Lipnica Górna – wieś w Polsce położona w województwie podkarpackim, w powiecie jasielskim, w gminie Skołyszyn.
W latach 1975–1998 miejscowość administracyjnie należała do województwa krośnieńskiego.
Powierzchnia wsi wynosi 521,4 ha.

## Położenie
Wieś położona jest u podnóża Pogórza Ciężkowickiego, w zachodniej części województwa podkarpackiego. Miejscowość leży w sąsiedztwie wsi Lipnica Dolna, Bączal Górny, Jabłonica i Brzyska. Nad wsią góruje wzgórze Liwocz (562 m n.p.m.).

## Podział wsi
| SIMC    | Nazwa     | Rodzaj    |
| ------- | --------- | --------- |
| 0360112 | Pod Lasem | część wsi |
| 0360129 | Serwoniec | część wsi |

## Historia
W miejscowości znajduje się kościół filialny św. Michała Archanioła, poświęcony w 1983 przez bpa Ignacego Tokarczuka, przez wiele lat stanowiący kaplicę dojazdową parafii św. Mikołaja i Imienia Maryi w Bączalu Dolnym. Od 2003 pełni funkcję kościoła filialnego nowo powstałej parafii Matki Bożej Królowej w Jabłonicy.

## Osoby związane z wsią
- Alfons Filar (ur. 24.08.1927 w Lipnicy Górnej) – ppłk MO, mgr nauk politycznych (1982). W czasie II wojny światowej partyzant AL (1944), od 1945 w MO, od 1956 zamieszkały w Zakopanem. W latach 1961–73 i od 1976 tamże kierownik ośrodka wczasów MSW, a w 1973–74 attaché w polskiej ambasadzie w Waszyngtonie. Ponadto działacz ZBoWiD i przewodniczący jego Komisji Historycznej w Zakopanem[7].

## Zmiany liczby ludności
| Rok  | Liczba mieszkańców | Urodzenia | Zgony | Ilość numerów domów |
| ---- | ------------------ | --------- | ----- | ------------------- |
| 2002 | 504                | 5         | 4     | 135                 |
| 2003 | 502                | 4         | 3     | 139                 |
| 2004 | 488                | 3         | 2     | 139                 |
| 2005 | 483                | 3         | 5     | 139                 |
| 2006 | 481                | 3         | 4     | 140                 |
| 2007 | 478                | 3         | 3     | 141                 |
| 2008 | 483                | 5         | 5     | 141                 |
| 2009 | 482                | 5         | 10    | 142                 |
| 2010 | 475                | 4         | 5     | 142                 |
| 2011 | 470                | 2         | 6     | 142                 |
| 2012 | 470                | 7         | 4     | -                   |
| 2013 | 465                | 2         | 4     | -                   |

## Miasta w pobliżu[10]
- Kołaczyce (5,7 km)
- Biecz (9,2 km)
- Jasło (9,7 km)
- Brzostek (10,5 km)

## Ochrona przyrody
Według danych Centralnego Rejestru Form Ochrony Przyrody (CRFOP) z dnia 22.05.2019 na obszarze wsi Lipnica Górna znajdują się dwie formy ochrony przyrody: rezerwat „Liwocz” oraz specjalny obszar ochrony siedlisk sieci Natura 2000 „Liwocz” (kod PLH180046). Leżą na stokach wzniesienia o tej samej nazwie, w północnej części wsi.